# Henry Maitland Wilson
El mariscal de camp Henry Maitland Wilson, primer baró Wilson, GCB, GBE, DSO (5 de setembre de 1881 - 31 de desembre de 1964), també conegut com Jumbo Wilson, va ser un oficial superior de l'exèrcit britànic del segle xx. Va veure el servei actiu a la Segona Guerra dels Bòers i després durant la Primera Guerra Mundial al Somme ia Passchendaele. Durant la Segona Guerra Mundial va exercir com a oficial general comandant en cap (GOC-in-C) de les tropes britàniques a Egipte, paper en què va llançar l'operació Compass, atacant les forces italianes amb un èxit considerable, el desembre de 1940. Va passar a va ser governador militar de Cirenaica el febrer de 1941, comandant una força expedicionària de la Commonwealth a Grècia l'abril de 1941 i oficial general al comandament (GOC) de les forces britàniques a Palestina i Transjordània el maig de 1941.
Wilson es va convertir en el Novè Exèrcit del GOC a Síria i Palestina l'octubre de 1941, el Comandament del GOC Pèrsia i l'Iraq l'agost de 1942 i el Comandament de l'Orient Mitjà del GOC el febrer de 1943. Va ser comandant suprem aliat al Mediterrani des del gener de 1944 i cap de la missió d'estat major conjunt britànic a Washington D.C. des de gener de 1945 fins a 1947.

## Segona Guerra Bòer i Primera Guerra Mundial
Nascut a Londres, Anglaterra, Wilson es va educar a Eton College i Sandhurst. Va ser destinat a la Brigada de Fusellers com a 2n tinent el 10 de març de 1900. Va servir amb el 2n Batalló a Sud-àfrica a la Segona Guerra dels Bòers, va ser ascendit a tinent el 18 de març de 1901.
Wilson va servir a la Primera Guerra Mundial, va ser enviat a França per servir al front occidental el desembre de 1915 participant al Somme i a Passchendaele. Pel seu servei de guerra va rebre l'Ordre del Servei Distingit el 1917

## Segona Guerra Mundial

### Egipte (1939-1941)
El 15 de juny de 1939, Wilson va ser nomenat Comandant General (GOC) de les tropes britàniques a Egipte. Va establir el seu Quarter General al Caire i va emprendre negociacions reeixides amb el govern egipci als seus quarters d'estiu a Alexandria. El Tractat de 1936 va demanar a l'exèrcit egipci que lluités sota el comandament britànic en cas de guerra i que complementés la força limitada a la seva disposició: llavors s'estava formant una divisió cuirassada (que després seria la 7a Divisió Cuirssada) i vuit batallons britànics. Va concentrar les seves forces defensives a Mersa Matruh a unes 100 milles (160 km) de la frontera amb Líbia.
A principis d'agost, Sir Archibald Wavell va ser nomenat Comandant en Cap del Comandament de l'Orient Mitjà, i va enviar els reforços que havia estat demanats per Wilson, inicialment la 4a Divisió d'Infanteria Índia i elements avançats de la 6a Divisió Australiana i, com a l'acumulació a Mersa Matruh va continuar, Richard O'Connor i el seu personal de la 7a Divisió d'Infanteria a Palestina van ser traslladats a Egipte per reforçar l'estructura de comandament de Wilson allà. El quarter general d'O'Connor, designat inicialment la 6a Divisió d'Infanteria britànica, es va activar al novembre i es va convertir en responsable de les tropes a Mersa Matruh. Va ser redesignada com a Western Desert Force el juny de 1940
El 10 de juny de 1940, el dictador italià Benito Mussolini va declarar la guerra. Immediatament les forces de Wilson van envair Líbia. Tanmateix, el seu avanç es va invertir quan el 17 de juny França va buscar un armistici i els italians van poder moure les seves forces de la frontera tunisiana a l'oest i reforçar amb 4 divisions les que s'oposaven a Wilson a l'est. Les forces italianes van envair Egipte el setembre de 1940 i van avançar unes 60 milles (97 km) per ocupar Sidi Barrani. Wilson s'enfrontava a forces molt superiors. Tenia 31.000 efectius en front als 80.000 dels italians, 120 tancs contra 275 i 120 peces d'artilleria contra 250. Després d'una conferència amb Anthony Eden i Wavell a l'octubre i rebutjant el suggeriment de Wavell d'un atac de dues vessants, Wilson va llançar l'Operació Compass el 7 de desembre de 1940. L'estratègia va tenir un èxit excepcional i va destruir el 10è Exèrcit, capturant Cirenaica.

### Grècia (abril de 1941)
Wilson va ser designat per dirigir una força expedicionària de la Commonwealth ("Força W") de dues divisions d'infanteria i una brigada blindada per ajudar Grècia a resistir Itàlia i la posterior invasió alemanya l'abril de 1941. Tot i que les forces aliades eren desesperadament inadequades, el gabinet de guerra de Churchill ho havia pensat ja que era més important donar suport a l'únic país fora de la Commonwealth que resistia l'avanç de l'Eix. Wilson va completar l'evacuació de les tropes britàniques de Grècia el 29 d'abril de 1941

### Síria, Iraq i Palestina (1941-1943)
El maig de 1941, al seu retorn de Grècia, Wilson va ser nomenat GOC de les Forces Britàniques a Palestina i Transjordània i va supervisar l'èxit de la campanya Síria-Líban, en la qual les forces predominantment australianes, britàniques, índies i francesos lliures van vèncer les forces franceses de Vichy El juliol de 1941, Churchill va recomanar a Wilson que prengués el comandament de la Força del Desert Occidental per dirigir-la en la seva propera operació ofensiva contra l'Afrika Korps, el que es convertiria en l'Operació Crusader del novembre de 1941, però el general Sir Claude Auchinleck va preferir el tinent general Sir Alan Cunningham. L'octubre de 1941 Wilson va prendre el comandament del Novè Exèrcit a Síria i Palestina i va ser nomenat amb el títol honorífic d'ajudant de camp general del rei.
Wilson va gaudir de la confiança de Winston Churchill i va ser l'elecció de Churchill per succeir a Auchinleck com a comandant del Vuitè Exèrcit l'agost de 1942; no obstant això, a instàncies del Cap de l'Estat Major Imperial, el general Sir Alan Brooke, el general Sir Bernard Montgomery va ser nomenat per al càrrec. En lloc d'això, Wilson va ser nomenat per comandar el Comandament independent de Pèrsia i Iraq recentment creat el 21 d'agost de 1942. Aquest comandament, que havia format part del Comandament de l'Orient Mitjà, es va crear quan va semblar que Alemanya, després dels èxits al sud de Rússia, podria envair Pèrsia

### C-in-C Orient Mitjà (1943)
Al febrer de 1943, després de l'èxit de Montgomery a Alamein i l'expulsió de les forces de l'Eix del nord d'Àfrica, Wilson va ser nomenat Comandant en Cap (C-in-C) de l'Orient Mitjà . L'Orient Mitjà estava en aquest moment relativament allunyat dels principals centres de combat. Tanmateix, per ordres de Londres per crear una diversió durant els combats a Itàlia, el setembre de 1943 va organitzar un intent infructuós d'ocupar les petites illes gregues de Cos, Leros i Samos. Les forces britàniques van patir grans pèrdues pels atacs aeris alemanys i els posteriors desembarcaments.

### Comandant Suprem Aliat de la Mediterrània (1944)
Wilson va succeir a Dwight D. "Ike" Eisenhower al Quarter General de les Forces Aliades (AFHQ) com a comandant suprem aliat al Mediterrani el 8 de gener de 1944 amb base a Alger. Com a tal, va exercir un control estratègic sobre la campanya a Itàlia. Va defensar fermament la invasió d'Alemanya per la plana del Danubi, però això no va tenir lloc quan els exèrcits a Itàlia es van afeblir per donar suport a altres teatres de guerra.

### Missió de Washington (1945–1947)
El desembre de 1944, després de la mort del mariscal de camp Sir John Dill, Wilson va ser rellevat com a comandant suprem, ascendit a mariscal de camp el 29 de desembre de 1944 i enviat a Washington com a cap de la missió d'estat major conjunt britànic, càrrec que va assumir el gener de 1945.[ Un dels deures més secrets de Wilson va ser com a representant militar britànic al Comitè de Política Combinada que es va ocupar del desenvolupament, producció i prova de la bomba atòmica.Wilson va continuar servint com a cap de la Missió d'Estat Major Conjunt Britànic fins a 1947, per a satisfacció de Gran Bretanya i els Estats Units. El president Truman li va concedir la Medalla de Servei Distingit el novembre de 1945